# Fannie Mae
Federal National Mortgage Association (FNMA, populärt kallad Fannie Mae) är ett amerikanskt finansinstitut som har rätt att ge lån och lånegarantier. Institutet har sitt högkvarter i Washington, D.C. och övervakas av Office of Federal Housing Enterprise Oversight (OFHEO).
FNMA grundades 1938 av den federala regeringen i syfte att skapa likviditet på marknaden för bostadslån. Sedan 1968 är FNMA privatägt. I juli 2008 garanterade FNMA lån på cirka 2,1 biljoner dollar.  Efter en kreditkris på den amerikanska bolånemarknaden, den så kallade Subprime-krisen, beslöt den amerikanska regeringen i september 2008 att ta över verksamheten i Fannie Mae och i det likartade bolaget Freddie Mac.